# Prototaria
Prototaria (лат.) — род вымерших морских млекопитающих из семейства моржовых. Ископаемые остатки представителей рода известны из среднего миоцена Японии: префектуры Фукуи и Мияги. В отличие от современного моржа, Prototaria питались в основном рыбой. Внешне они походили скорее на современных морских котиков и морских львов. У них не было длинных бивней, как у современных моржей, и они были более стройными.

## Классификация
По данным сайта Paleobiology Database, на апрель 2021 года в род включают 2 вымерших вида:
- Prototaria primigena Takeyama & Ozawa, 1984typus
- Prototaria planicephala Kohno, 1994